# Hamachō (metropolitana di Tokyo)
La stazione di Hamachō (浜町駅?, Hamachō-eki) è una stazione della metropolitana di Tokyo che si trova a Chūō. La stazione è servita dalla linea Shinjuku della Toei.